# Eugène Pluchart
Eugène Pluchart (en alphabet cyrillique russe : Евгений Александрович Плюшар, Evgueni Alexandrovitch Pliouchar), né en 1809 à Saint-Pétersbourg et mort en 1880 à Dresde, est un peintre franco-russe, membre de l'académie impériale des beaux-arts.

## Biographie
Eugène Pluchart est le fils de l'imprimeur français Pierre-Paul-Alexandre-Joseph Pluchart (Valenciennes 1777 - Honfleur 1827) qui s'est installé en Russie en 1805, et de son épouse allemande née Sophie Wagner (1782-1857) ; et le frère cadet de l'éditeur Adolphe Pluchart (1806-1865).
Il étudie en 1825 la peinture à l'école des beaux-arts de Paris (auprès de Louis Hersent), puis fait un voyage d'études en Italie. Entre décembre 1828 et 1832, il étudie à l'académie des beaux-arts de Munich, puis il retourne en Russie. Il habite de 1840 à 1842 à Moscou où il est professeur à l'institut noble de Moscou, avant de retourner à Saint-Pétersbourg. Il est l'auteur de plusieurs fresques à la cathédrale Saint-Isaac de Saint-Pétersbourg construite par Montferrand, et de nombreux portraits de personnalités de l'époque, comme Pauline Viardot, la sœur de Pouchkine, Olga Pavlichtcheva, ou l'architecte Auguste de Montferrand. 
Il reçoit le titre d'« académicien nommé » en 1836 pour son tableau Odalisque, puis d'« académicien de l'académie impériale des beaux-arts » pour une série de portraits en 1839 dont celui du musicien Karol Lipiński. Il ouvre un atelier photographique dans les années 1850 à Saint-Pétersbourg. Il quitte la Russie en 1860 ou 1862 pour s'installer à Dresde en Saxe.

## Illustrations

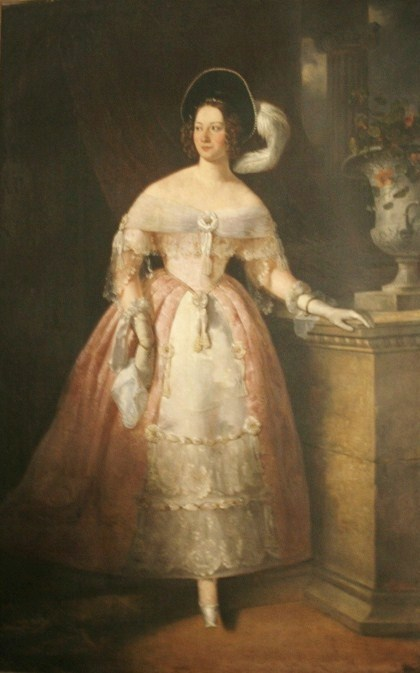
Portrait d'Anna Ivanovna Barychnikova-Beguitcheva (1837)
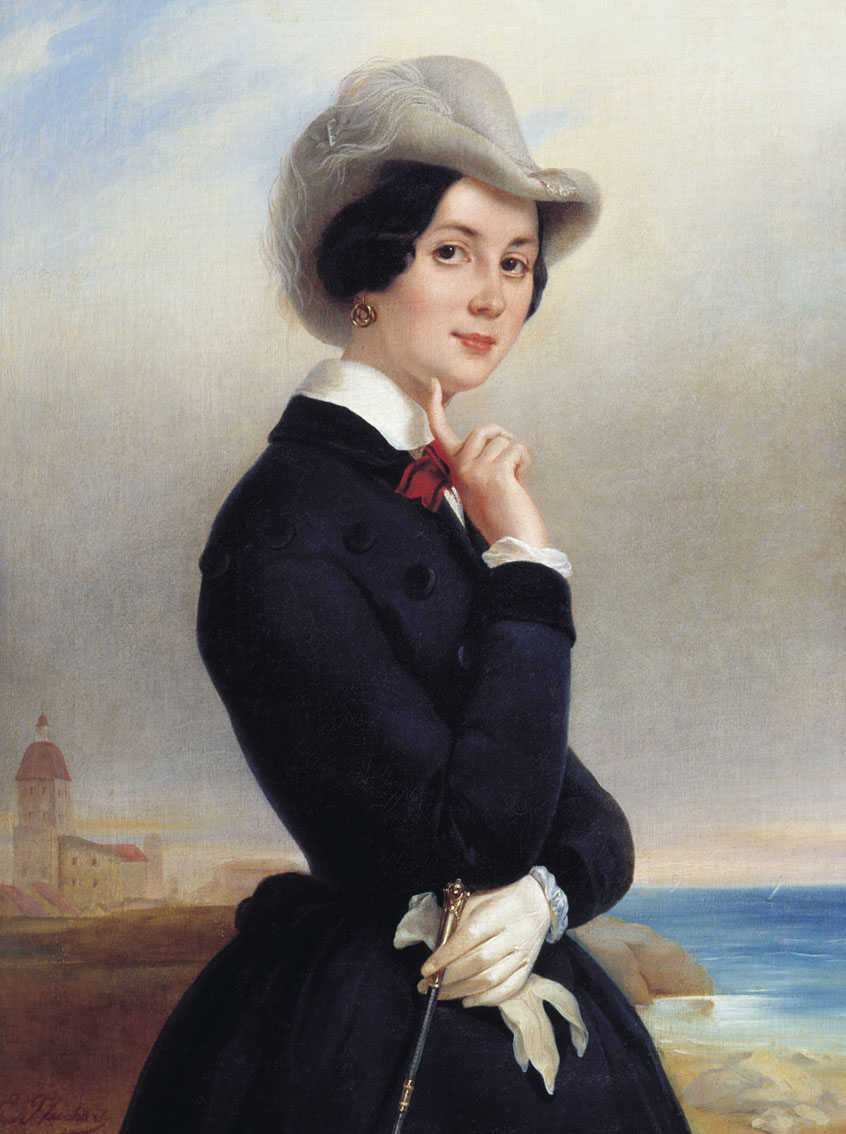
Portrait de l'actrice Véra Samoïlova (années 1840)
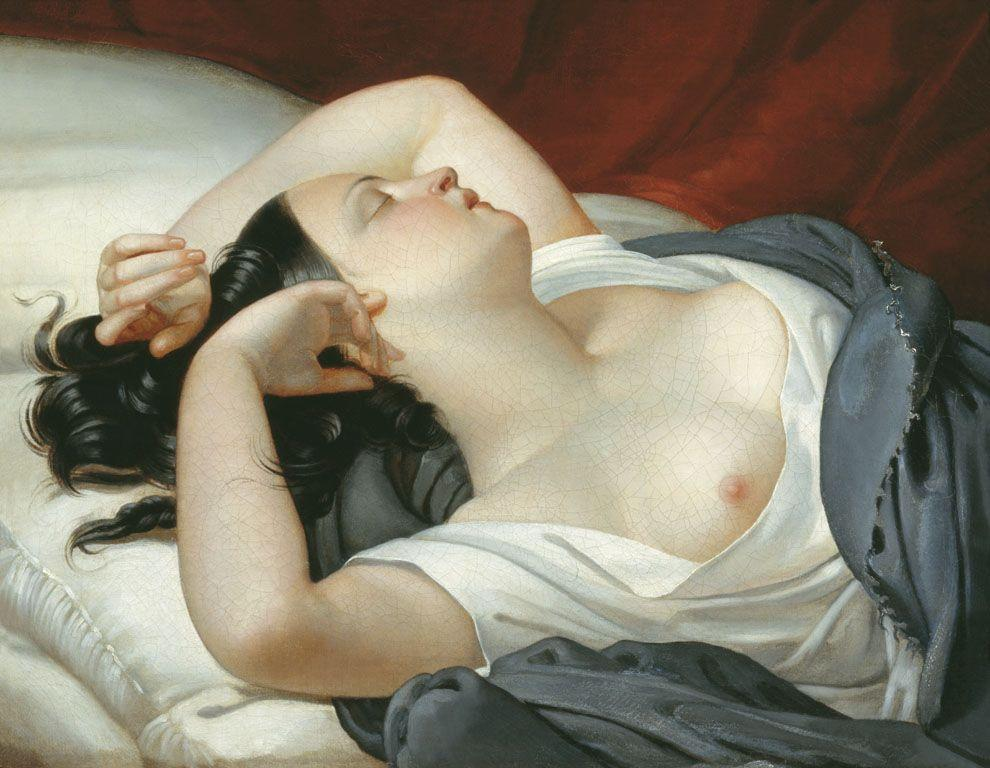
L'Italienne endormie (années 1840)
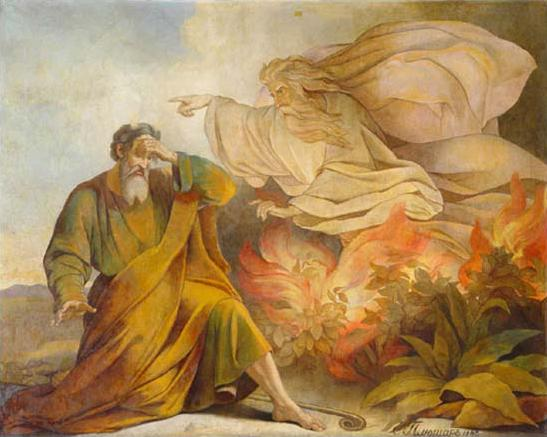
Dieu apparaît à Moïse dans le buisson ardent (fresque de la cathédrale Saint-Isaac, 1848)